# Голованова, Любовь Евгеньевна
Любовь Евгеньевна Голованова (до 1981 — Иванова; род. 11 сентября 1958, пос. Апрелевка, Наро-Фоминский район, Московская область) — советская волейболистка, центральная блокирующая, игрок сборной СССР (1981—1982). Мастер спорта СССР международного класса (1983).

## Биография
В 1975—1976 играла за московский СКИФ. В 1977 приглашена в московское «Динамо», за которое выступала до 1987 года, став в её составе чемпионкой СССР (1983), трижды призёром чемпионатов СССР, обладателем Кубка СССР (1982) и серебряным призёром Кубка обладателей кубков ЕКВ 1982. В составе сборной Москвы стала серебряным призёром Спартакиады народов СССР 1983.
В 1977 году выступала за молодёжную сборную СССР, выиграв с ней «золото» молодёжного чемпионата Европы. В 1981 и 1982 годах играла за национальную сборную СССР. Серебряный призёр чемпионата Европы 1981, участница чемпионата мира 1982.
После окончания игровой карьеры работала тренером.

### Клубная карьера
- 1975—1976 —  СКИФ (Москва);
- 1977—1987 —  «Динамо» (Москва).

## Достижения

### Клубные
- чемпионка СССР 1983;
  - серебряный (1981) и двукратный бронзовый (1978, 1979) призёр чемпионатов СССР.
- победитель розыгрыша Кубка СССР 1982;
  - двукратный серебряный (1978, 1981) и бронзовый (1983) призёр Кубка СССР.
- серебряный призёр Кубка обладателей кубков ЕКВ 1982.

### Со сборными
- серебряный призёр чемпионата Европы 1981.
- чемпионка Европы среди молодёжных команд 1977.
- серебряный призёр Спартакиады народов СССР 1983 в составе сборной Москвы.